# Distretto di Shakhrihon
Il distretto di Shakhrihon (usbeco Shahrixon) è uno dei 14 distretti della Regione di Andijan, in Uzbekistan. Il capoluogo è Shakhrihon.